# KBO 승률상
KBO 승률상은 연말 KBO 리그 시상식에서 해당 연도 정규 리그의 승률 1위에게 수여하는 상이다. 기존 명칭은 한국프로야구 승률1위 투수상이었으나 KBO의 브랜드 아이덴디티 통합 작업에 따라 2015년 시즌부터 "KBO 승률상"이라는 새로운 명칭을 사용하게 되었다.
1982년부터 1985년까지는 규정이닝을 채운 투수 중 승률 1위에게 상이 주어졌지만, 1985년 OB 베어스 윤석환이 5승 1패로 삼성 라이온즈 김시진의 25승 5패와 동률을 이뤄 공동으로 수상한 이후에 논란이 생겨 1986년부터 규정이닝 이상과 10승 이상이라는 조건이 추가되었다. 이후 1999년부터 규정이닝과 관계 없이 10승 이상을 기록한 투수에게 상이 수여되고 있다.

## 연도별 수상자
| 연도   | 이름     | 소속            | 승률  | 비고1                         | 비고2                      |
| ------ | -------- | --------------- | ----- | ----------------------------- | -------------------------- |
| 1982년 | 박철순   | OB 베어스       | 0.857 | 24승 4패                      | 선발 16승 3패              |
| 1983년 | 이길환   | MBC 청룡        | 0.682 | 15승 7패                      | 선발 12승 6패              |
| 1984년 | 황규봉   | 삼성 라이온즈   | 0.833 | 10승 2패                      | 선발 4승 2패               |
| 1985년 | 김시진   | 삼성 라이온즈   | 0.833 | 25승 5패                      | 선발 21승 5패              |
| 1985년 | 윤석환   | OB 베어스       | 0.833 | 5승 1패                       | 선발 2승 1패               |
| 1986년 | 최일언   | OB 베어스       | 0.826 | 19승 4패                      | 선발 14승 4패              |
| 1987년 | 선동열   | 해태 타이거즈   | 0.875 | 14승 2패                      | 선발 5승 1패               |
| 1988년 | 윤석환   | OB 베어스       | 0.813 | 13승 3패                      | 선발 0승 1패 구원 13승 2패 |
| 1989년 | 선동열   | 해태 타이거즈   | 0.875 | 21승 3패                      | 선발 9승 3패               |
| 1990년 | 선동열   | 해태 타이거즈   | 0.786 | 22승 6패                      | 선발 11승 3패              |
| 1991년 | 선동열   | 해태 타이거즈   | 0.826 | 19승 4패                      | 선발 15승 4패              |
| 1992년 | 오봉옥   | 삼성 라이온즈   | 1.000 | 13승 0패, 단일 시즌 최고 승률 | 선발 2승 구원 11승         |
| 1993년 | 정민철   | 빙그레 이글스   | 0.813 | 13승 3패                      | 모두 선발                  |
| 1994년 | 김홍집   | 태평양 돌핀스   | 0.800 | 12승 3패                      | 선발 11승 3패              |
| 1995년 | 이상훈   | LG 트윈스       | 0.800 | 20승 5패                      | 모두 선발                  |
| 1996년 | 구대성   | 한화 이글스     | 0.857 | 18승 3패                      | 선발 2승 0패 구원 16승 3패 |
| 1997년 | 김현욱   | 쌍방울 레이더스 | 0.909 | 20승 2패                      | 모두 구원                  |
| 1998년 | 김용수   | LG 트윈스       | 0.750 | 18승 6패                      | 선발 15승 5패 구원 3승 1패 |
| 1998년 | 김수경   | 현대 유니콘스   | 0.750 | 12승 4패                      | 선발 11승 4패              |
| 1999년 | 문동환   | 롯데 자이언츠   | 0.810 | 17승 4패                      | 모두 선발                  |
| 2000년 | 송진우   | 한화 이글스     | 0.867 | 13승 2패                      | 선발 12승 2패              |
| 2001년 | 신윤호   | LG 트윈스       | 0.714 | 15승 6패                      | 선발 1승 구원 14승 6패     |
| 2001년 | 손민한   | 롯데 자이언츠   | 0.714 | 15승 6패                      | 모두 선발                  |
| 2001년 | 갈베스   | 삼성 라이온즈   | 0.714 | 10승 4패                      | 모두 선발                  |
| 2002년 | 김현욱   | 삼성 라이온즈   | 1.000 | 10승 0패, 단일 시즌 최고 승률 | 모두 구원                  |
| 2003년 | 정민태   | 현대 유니콘스   | 0.895 | 17승 2패                      | 모두 선발                  |
| 2004년 | 배영수   | 삼성 라이온즈   | 0.895 | 17승 2패                      | 선발 16승 2패              |
| 2005년 | 오승환   | 삼성 라이온즈   | 0.909 | 10승 1패                      | 모두 구원                  |
| 2006년 | 전준호   | 현대 유니콘스   | 0.778 | 14승 4패                      | 모두 선발                  |
| 2007년 | 리오스   | 두산 베어스     | 0.815 | 22승 5패                      | 모두 선발                  |
| 2008년 | 채병용   | SK 와이번스     | 0.833 | 10승 2패                      | 모두 선발                  |
| 2009년 | 김광현   | SK 와이번스     | 0.857 | 12승 2패                      | 모두 선발                  |
| 2010년 | 차우찬   | 삼성 라이온즈   | 0.833 | 10승 2패                      | 선발 9승 2패               |
| 2011년 | 윤석민   | KIA 타이거즈    | 0.773 | 17승 5패                      | 모두 선발                  |
| 2012년 | 탈보트   | 삼성 라이온즈   | 0.824 | 14승 3패                      | 모두 선발                  |
| 2013년 | 류제국   | LG 트윈스       | 0.857 | 12승 2패                      | 모두 선발                  |
| 2014년 | 소사     | 넥센 히어로즈   | 0.833 | 10승 2패                      | 모두 선발                  |
| 2015년 | 해커     | NC 다이노스     | 0.792 | 19승 5패                      | 모두 선발                  |
| 2016년 | 니퍼트   | 두산 베어스     | 0.880 | 22승 3패                      | 구원 1승                   |
| 2017년 | 헥터     | KIA 타이거즈    | 0.800 | 20승 5패                      | 모두 선발                  |
| 2018년 | 후랭코프 | 두산 베어스     | 0.857 | 18승 3패                      | 모두 선발                  |
| 2019년 | 린드블럼 | 두산 베어스     | 0.870 | 20승 3패                      | 모두 선발                  |
| 2020년 | 알칸타라 | 두산 베어스     | 0.909 | 20승 2패                      | 모두 선발                  |
| 2021년 | 수아레즈 | LG 트윈스       | 0.833 | 10승 2패                      | 구원 1승                   |
| 2022년 | 엄상백   | kt 위즈         | 0.846 | 11승 2패                      | 구원 1승                   |
| 2023년 | 쿠에바스 | kt 위즈         | 1.000 | 12승 0패, 단일 시즌 최고승률  | 모두 선발                  |
| 2024년 | 박영현   | kt 위즈         | 0.833 | 10승 2패                      | 모두 구원                  |

## 연도별 선발 등판 승률 수상자
| 연도   | 이름          | 소속          | 선발 승률 | 비고                              |
| ------ | ------------- | ------------- | --------- | --------------------------------- |
| 1982년 | 박철순        | OB 베어스     | 0.842     | 16승 3패                          |
| 1983년 | 이길환        | MBC 청룡      | 0.667     | 12승 6패                          |
| 1984년 | 계형철        | OB 베어스     | 0.764     | 13승 4패                          |
| 1985년 | 김시진        | 삼성 라이온즈 | 0.808     | 21승 5패                          |
| 1986년 | 성준          | 삼성 라이온즈 | 0.813     | 13승 3패                          |
| 1987년 | 김시진        | 삼성 라이온즈 | 0.840     | 21승 4패                          |
| 1988년 | 한희민        | 빙그레 이글스 | 0.778     | 14승 4패                          |
| 1989년 | 한희민        | 빙그레 이글스 | 0.764     | 13승 4패                          |
| 1990년 | 선동열        | 해태 타이거즈 | 0.786     | 11승 3패                          |
| 1991년 | 선동열        | 해태 타이거즈 | 0.789     | 15승 4패                          |
| 1992년 | 윤학길        | 롯데 자이언츠 | 0.773     | 17승 5패                          |
| 1993년 | 정민철        | 빙그레 이글스 | 0.813     | 13승 3패                          |
| 1994년 | 김홍집        | 태평양 돌핀스 | 0.786     | 11승 3패                          |
| 1995년 | 이상훈        | LG 트윈스     | 0.800     | 20승 5패                          |
| 1996년 | 조계현        | 해태 타이거즈 | 0.727     | 16승 6패                          |
| 1997년 | 이강철        | 해태 타이거즈 | 0.786     | 11승 3패                          |
| 1998년 | 김수경        | 현대 유니콘스 | 0.733     | 11승 4패                          |
| 1999년 | 문동환        | 롯데 자이언츠 | 0.810     | 17승 4패                          |
| 2000년 | 송진우        | 한화 이글스   | 0.857     | 12승 2패                          |
| 2001년 | 발비노 갈베스 | 삼성 라이온즈 | 0.714     | 10승 4패                          |
| 2002년 | 임창용        | 삼성 라이온즈 | 0.700     | 14승 6패                          |
| 2003년 | 정민태        | 현대 유니콘스 | 0.895     | 17승 2패                          |
| 2004년 | 배영수        | 삼성 라이온즈 | 0.890     | 16승 2패                          |
| 2005년 | 박명환        | 두산 베어스   | 0.786     | 11승 3패                          |
| 2006년 | 전준호        | 현대 유니콘스 | 0.778     | 14승 4패                          |
| 2007년 | 리오스        | 두산 베어스   | 0.815     | 22승 5패                          |
| 2008년 | 채병용        | SK 와이번스   | 0.833     | 10승 2패                          |
| 2009년 | 김광현        | SK 와이번스   | 0.857     | 12승 2패                          |
| 2010년 | 류현진        | 한화 이글스   | 0.800     | 16승 4패                          |
| 2011년 | 윤석민        | KIA 타이거즈  | 0.773     | 17승 5패                          |
| 2012년 | 탈보트        | 삼성 라이온즈 | 0.824     | 14승 3패                          |
| 2013년 | 류제국        | LG 트윈스     | 0.857     | 12승 2패                          |
| 2014년 | 소사          | 넥센 히어로즈 | 0.833     | 10승 2패                          |
| 2015년 | 해커          | NC 다이노스   | 0.792     | 19승 5패                          |
| 2016년 | 니퍼트        | 두산 베어스   | 0.875     | 21승 3패                          |
| 2017년 | 헥터          | KIA 타이거즈  | 0.800     | 20승 5패                          |
| 2018년 | 후랭코프      | 두산 베어스   | 0.857     | 18승 3패                          |
| 2019년 | 린드블럼      | 두산 베어스   | 0.870     | 20승 3패                          |
| 2020년 | 알칸타라      | 두산 베어스   | 0.909     | 20승 2패                          |
| 2021년 | 뷰캐넌        | 삼성 라이온즈 | 0.762     | 16승 5패                          |
| 2022년 | 엄상백        | kt 위즈       | 0.833     | 10승 2패                          |
| 2023년 | 쿠에바스      | kt 위즈       | 1.000     | 12승 0패, 단일 시즌 선발 최고승률 |
| 2024년 | 하트          | NC 다이노스   | 0.813     | 13승 3패                          |